# Liste des bases militaires australiennes
Les forces de défense australiennes sont composées de trois armées: la marine (la Royal Australian Navy), l'Armée de terre (l'Australian Army) et l'Armée de l'air (la Royal Australian Air Force). Ces trois armées ont de nombreuses bases militaires situées dans tous les États et territoires de l'Australie.

## Bases communes aux différentes armées

### Territoire de la capitale australienne
- Australian Defence Force Academy
- Campbell Park Offices
- Russell Offices
- Tuggeranong
- HQJOC(T), Fairbairn

### Nouvelle-Galles du Sud
- Defence Plaza, Sydney
- HQJOC, Sydney
- HQJOC(B), Bungendore

### Victoria
- Defence Plaza, Melbourne
- Victoria Barracks, Melbourne

## Armée de terre

### Territoire de la capitale australienne
- Collège militaire royal de Duntroon

### Nouvelle-Galles du Sud
- Caserne d'Holsworthy - Holsworthy, Liverpool Military Area, Sydney
- Caserne de Lamina - Greenhills, Liverpool Military Area, Sydney
- Caserne de Steele - Moorebank, Liverpool Military Area, Sydney
- Caserne de Blamey - Army Recruit Training Centre (Centre de recrutement et d'entrainement de l'armée) - Kapooka, Kapooka Military Area, Wagga Wagga
- Caserne de Randwick, Sydney
- Caserne de Victoria, Sydney
- Caserne de Lone Pine, Singleton
- Caserne de Timor, Ermington, Sydney[1],[2]

### Territoire du Nord
- Caserne de Larrakeyah - Darwin
- Caserne de Robertson - Darwin

### Queensland
- Caserne de Victoria - Brisbane
- Caserne de Borneo - Darling Downs Military Area, Cabarlah
- Caserne de Kokoda - Canungra
- Caserne de Gallipoli - Enoggera
- Caserne de Lavarack - Townsville
- Army Aviation Centre - Darling Downs Military Area, Oakey

### Australie-Méridionale
- Caserne de Keswick
- Caserne de Warradale
- Caserne de Woodside

### Tasmanie
- Caserne d'Anglesea, Hobart
- Caserne de Derwent, Glenorchy
- Caserne de Paterson, Launceston
- Caserne de Youngtown, Launceston
- Caserne de Kokoda, Devonport

### Victoria
- Caserne de Latchford, Bonegilla - Albury
- Caserne de Gaza Ridge, Bandiana - Albury
- Caserne de Tobruk, Puckapunyal - Puckapunyal Military Area
- Caserne d'Hopkins, Puckapunyal - Puckapunyal Military Area
- Caserne de Bridges, Puckapunyal - Puckapunyal Military Area
- Caserne de Simpson, Watsonia - Melbourne

### Australie-Occidentale
- Caserne de Campbell - Perth
- Caserne d'Irwin
- Caserne de Leeuwin - Fremantle

## Armée de l'air

### Territoire de la capitale australienne
- Base aérienne de Fairbairn (désaffectée)

### Nouvelle-Galles du Sud
- Base aérienne de Glenbrook
- Base aérienne de Richmond
- Base aérienne de Wagga
- Base aérienne de Williamtown

### Territoire du Nord
- Base aérienne de Darwin
- Base aérienne de Tindal

### Queensland
- Base aérienne d'Amberley
- Base aérienne de Scherger
- Base aérienne de Townsville

### Australie-Méridionale
- Base aérienne de Edinburgh
- Woomera

### Victoria
- Base aérienne d'East Sale
- Base aérienne de Williams Point Cook
- Base aérienne de Williams Laverton

### Australie-Occidentale
- Base aérienne de Curtin
- Base aérienne de Learmonth
- Base aérienne de Pearce

## Marine

### Territoire de la capitale australienne
- Base navale d'Harman - Canberra

### Nouvelle-Galles du Sud
- HMAS Albatross - Nowra
- HMAS Creswell - Jervis Bay
- HMAS Kuttabul - Garden Island, Sydney
- HMAS Penguin - Balmoral, Sydney
- HMAS Waterhen - Waverton, Sydney
- HMAS Watson - Watsons Bay, Sydney

### Territoire du Nord
- HMAS Coonawarra - Darwin

### Queensland
- HMAS Cairns - Cairns
- NHQ South Queensland - Brisbane

### Australie-Méridionale
- NHQ South Australia - Adelaide

### Tasmanie
- NHQ Tasmania - Hobart

### Victoria
- HMAS Cerberus - Crib Point

### Australie-Occidentale
- HMAS Stirling - Garden Island